# Orlovac (biljni rod)
Orlovac (lat. Galega), biljni rod iz porodice mahunarki čije su vrste autohtone u srednjoj i južnoj Europi, zapadnoj Aziji i tropskoj istočnoj Africi. U Hrvatskoj raste samo ždraljevina ili ljekoviti orlovac, za čiji se sinonim navodi Accorombona tricolor Benth. ex Walp.
Ime roda galega, dolazzi od grčkog gale (mlijeko) i ega (potaknuti) zbog njezine upotrebe u poticanju mlijeka kod domaćih životinja

## Vrste
1. Galega africana Mill.
2. Galega assyriaca Mouterde
3. Galega battiscombei (Baker f.) J.B.Gillett
4. Galega cirujanoi Garcia Mur. & Talavera
5. Galega lindblomii (Harms) J.B.Gillett
6. Galega officinalis L.
7. Galega orientalis Lam.
8. Galega somalensis (Taub. ex Harms) J.B.Gillett